# Шафа-купе

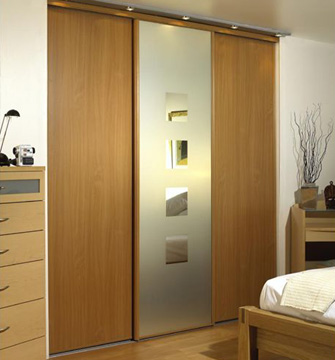
Гардероб з розсувними дверима

Шафа-купе — вид корпусних меблів, шафа з розсувними дверима. Назва пов'язана із залізничними купе: вони мають двері саме такої конструкції.

## Історія
Великому полководцеві Наполеону Бонапарту абсолютно не подобався холостяцький безлад офіцерів, і він розпорядився, щоб обмундирування і інший реквізит перебував за ширмою.
Набагато пізніше в Каліфорнії в середині минулого століття американці замінили ширму дверима, приробили до неї коліщата й пустили по «вузькоколійці». Відтоді двері стала відкриватися не «на себе», а в сторону.
Далі двері стали робити повністю дзеркальними, їх укріплювали спеціальною захисної плівкою (щоб вони не билися), удосконалювався роликовий механізм (спочатку колеса «шуміли» і зсковзували з рейок). Модернізована шафа-купе стала неодмінним атрибутом американського будинку, як, наприклад, традиційний камін для консервативних англійців.
В Україні шафи-купе з'явилися в 1990-их роках (хоча окремі приклади установки розсувних дверей в приміщеннях і, особливо, в стінних шафах житлових будинків, відомі і раніше), але бум на них розпочався в 2000-і.

## Особливості
Основною відмінною особливістю шафи-купе від звичайної шафи (з дверцятами) є розсувні двері.
Система розсувних дверей для шафи-купе може включати в себе дверну раму (сталевий або алюмінієвий профіль, що обрамляє дверне полотно по периметру і надає йому жорсткість), напрямні (треки, рейки), ролики і деякі інші елементи (поворотні механізми, демпфера, упори тощо). В сукупності ці елементи утворюють систему розсувних дверей шафи-купе, від якості якої залежить плавність і легкість ходу, і в кінцевому підсумку, термін служби виробу.
Існують системи, де ролики або упори можуть кріпиться до дверного полотна з натурального дерева або інших матеріалів без металевого обрамлення полотна.
Всі системи розсувних дверей можна поділити на дві групи — двері з опорою на нижні напрямні і двері, підвішені на верхній трек.
Дверне полотно шафи-купе може мати ділення на частини, які в свою чергу можуть бути з різних матеріалів (скло, оргскло, дзеркало, ламінованого ДСтП, МДФ тощо), різних кольорів, фактур, малюнка, з різноманітною обробкою (фарбовані, облицювання плетінням з ротанга, тканиною, гобеленом тощо), різної товщини від 4 до 16 мм (в окремих системах до 50 мм).
При використанні шафи купе немає необхідності в додатковому просторі перед шафою для відкриття, як в шафі з дверцятами, але двері шафи-купе зменшують на 70-120 мм його корисну глибину, також система шафи-купе накладає додаткові обмеження на розташування висувних і відкидних елементів.
Ширина двері шафи-купе може досягати 3000 мм, тоді як ширина орного фасаду в основному обмежується 600 мм.
Широкі двері з масиву деревини в шафах-купе часто схильні до короблення. В цьому випадку, для виправлення викривлення використовують спеціальні струни натягу, що дозволяють відкоригувати форму двері.

## Види шаф-купе
Шафи-купе бувають вбудовані (що не мають бічної, задньої стінки, дна, стелі або одного з вищезгаданого) і корпусні (мають повноцінну єдину конструкцію, що складається з бічних і задніх стінок, стелі, підлоги, перегородок шухлядок та розсувних дверей). Часто розрізняють 6 видів готових шаф-купе (від 1 до 5 метрів з кроком 10 см):
- Дводверні
- тридверні
- чотирьохдверні
- п'ятидверні
- кутові
- під телевізор

## Переваги вбудованих шаф-купе
Вбудовані шафи-купе володіють великим корисним об'ємом, який в окремо розташованих шафах займають бічні стінки, цоколь, щілини між стінкою шафи і стіною. У випадку зі вбудованою шафою з звичайними дверцятами цієї переваги немає так як там відсутня необхідність задіяти частину внутрішнього простору під систему розсувних дверей, а це 5-7 см.
До того ж, візуальна відсутність зайвих деталей корпусу, при якому погляду доступні лише розсувні двері, часто сприяє цікавим дизайнерським задумам.
Найчастіше, корпусні шафи-купе обходяться дешевше, оскільки підгонка деталей «по місцю» у вбудованих меблів коштує чималих грошей. До того ж, підгонка деталей з урахуванням нерівностей стін, підлоги і стелі приміщення, веде до збільшення термінів монтажу, проведенню робіт з пилом і шумом в приміщенні замовника, подорожчання замовлення через додаткові трудовитрат. Багатьох із зазначених недоліків при покупці вбудованих меблів можна уникнути, якщо в приміщенні був проведений якісний ремонт з гідним вирівнюванням стін, стель і підлоги. В цьому випадку вбудовані меблі розкриють всі свої переваги.

## Переваги корпусних шаф-купе
Таку шафу можна швидко перенести в інше місце.
Крім цього, при проведенні ремонту в приміщенні відсунута в сторону шафа не перешкоджатиме поклейці шпалер або фарбуванню стін. До того ж, наявність бічних і задніх панелей в меблів перешкоджає зносу оздоблювальних матеріалів стін від постійного контакту з речами і предметами, що зберігаються в ній, і розсувними дверима.

## Радіусні шафи-купе
Окремий вид шаф-купе, яка підрозділяється на різні типи: комбінована, увігнута, вигнута, асиметрична, кругла, овальна тощо. Іноді класифікуються як окремий напрямок шаф-купе. Також шафи-купе можуть бути кутовими. Однак розсувні двері в таких шафах, як правило, не переміщаються з одного боку на інший (на відміну від радіусних).